# 喪女
喪女（もじょ、もおんな、英: Femcel）は、2ちゃんねる用語で「もてない女性」を指す。また、2ちゃんねる内の「もてない女板」を略して「喪女板」とも呼ばれる。喪女はネガティブ思考で自虐的な者が多いため、毒女（独身女）同様、アスキーアートなどでは暗い内容のものが多い。
もてない男性のことは喪男（もお、もおとこ）と呼ぶ。

## 喪女の定義
喪女と呼ばれる定義は
- 交際経験が皆無
- 告白されたことが無い
- 純潔である(処女)
- 恋愛感情をもたれたことが無い

などである。
「喪女」は、「もてない女性→も女→喪女」と変化していった言葉である。「喪」という言葉から連想される暗いイメージ、また喪女はネガティブ思考で自虐的な事が多く、基本的には根暗。また、もてたいと思っている女性のことは鯛女、もてない男性の事は喪男（もお、もおとこ）と呼び、孤独な女性のことを孤女など使い分けることもある。客観的に恋人がいなさそうな女性を「喪女」と名をつけて呼ぶ物もいる。たとえば、「オタク」「干物女」「ブサイク」「太った女性」等があてはまる。
喪女の定義は曖昧であるため、もてない女板内ではしばしばその定義について議論されることがある。例えば、喪男に関してはモテない男性板上のローカルルールで、過去に告白された経験のある人の書き込みはルールとして禁止されているが、もてない女板のローカルルールには告白された経験の有無に関しては特に言及されていない。そのため、過去に告白されたことはあるが、現在はモテていないので自分は喪女であると主張する者や、自分にとって好ましくない相手にしか告白されないという理由で喪女と主張する者もいるが、もてない女板ではこのような人に対しては喪女であることを否定する声が多数である。
干物女、負け犬、おたく、不細工や肥満の女性など客観的に恋人がいなさそうな女性を「喪女」と呼称する者もいる。もてない女板上のローカルルールでは上記の定義を満たしていなければこれらは一切誤解であるが、最近では広義でこれらの表現も受け入れられつつある。また、以上の定義を満たしておらず、もてない女板がルール上利用できない既婚者、恋人の存在する女性、過去に交際経験のある女性でも、あえて喪女になりすましてもてない女板を利用している者も存在するとされる。これは、辛辣な誹謗中傷や攻撃的な表現が多く見られがちな既婚女性板・独身女性限定板等該当掲示板の書き込みに辟易すること、または喪女とフィーリングが同調し話が弾むことが理由のようだが、それらの女性は「ネット喪女」（ネ喪）と呼ばれ、喪女の批判の的となっている。もてない女板では、モテる意欲や彼氏を作る努力を喪失している者が寡占する傾向にあるが、モテない男性板、孤独な男性板、もてたい男板のような男性版のように細かい分類がなされていないので、鯛女や自らの意志で一人身を貫く孤女も総合的に喪女として括られている。

## 喪女を題材とした作品
- 眠れる教室の喪女（秋田書店ヤングチャンピオンコミックス） 著者／風上旬
- マジキューコミックス編集部 編 「もじょまんが。-喪女を愛でる本-」 エンターブレイン マジキューコミックス（2011年2月） ISBN 978-4047268869
- 私がモテないのはどう考えてもお前らが悪い! - 谷川ニコによる日本の漫画作品。
- 猪又進と8人の喪女〜私の初めてもらってください〜 - 関西テレビ/BSフジ共同制作のテレビドラマ。